# Acraga coa
Acraga coa es una polilla de la familia Dalceridae. Las larvas u orugas son conocidas como orugas de cristal. Se encuentra en México del sur, Ecuador, Belice, Honduras, Guatemala, El Salvador, Costa Rica y Panamá. Su hábitat es tropical mojado, tropical húmedo, subtropical mojado, subtropical húmedo, subtropical seco y bosques mojados templados tibios.
La longitud es 12-18 mm para machos y 19-25 mm para hembras. Sus alas interiores son amarillo-naranja a rojo-marrón, con venas amarillas. las posteriores son amarillo-naranja y más pálidas que las interiores.
Las larvas se alimentan de las hojas de plantas de los géneros Terminalia, Coffea y Citrus.